# 圣西尔迪巴约勒
圣西尔迪巴约勒（法語：Saint-Cyr-du-Bailleul，法語發音：[sɛ̃ siʁ dy bajœl]）是法国芒什省的一个市镇，属于阿夫朗什区。

## 地理
圣西尔迪巴约勒（48°33'57"N, 0°48'0"W）面积23.41 平方千米，位于法国诺曼底大区芒什省，该省份为法国西北部沿海省份，西、北、东北三面环大西洋，东起顺时针与卡爾瓦多斯省、奧恩省、马耶讷省和伊勒-维莱讷省接壤。
与圣西尔迪巴约勒接壤的市镇（或旧市镇、城区）包括：巴朗通、圣乔治德鲁埃莱、芒蒂伊、圣马尔代格雷讷、勒泰约勒。

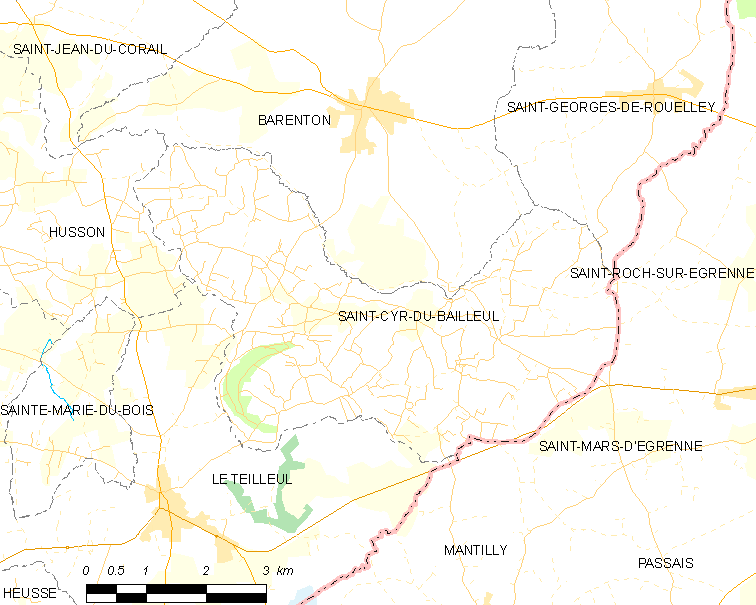
圣西尔迪巴约勒的OSM定位图

圣西尔迪巴约勒的时区为UTC+01:00、UTC+02:00（夏令时）。

## 行政
圣西尔迪巴约勒的邮政编码为50720，INSEE市镇编码为50462。

## 政治
圣西尔迪巴约勒所属的省级选区为勒莫尔泰奈县。

## 人口

1962-2008年间圣西尔迪巴约勒人口变化图示

圣西尔迪巴约勒于2022年1月1日时的人口数量为349人。